# Kalyandurg
Kalyandurg is een census town in het district Anantapur van de Indiase staat Andhra Pradesh. 

## Demografie
Volgens de Indiase volkstelling van 2001 wonen er 29272 mensen in Kalyandurg, waarvan 51% mannelijk en 49% vrouwelijk is. De plaats heeft een alfabetiseringsgraad van 61%. 